# Pandunia
Pandunia es una lengua construida creada por Risto Kupsala (procedente de Oulu, Finlandia). Fue desarrollada para ser usada como lengua franca del mundo.
La lengua se basa en los principales idiomas del mundo como son el chino, el inglés, el español, el hindi, el árabe y otras lenguas del mundo. Se pronuncia fonéticamente, y se escribe con las 24 letras del alfabeto latino.
Su gramática es la de un creol, muy simplificado.
La versión más reciente, pandunia 3.1 incluye en su actualización varias raíces del inglés transformadas en anglicismos en muchos idiomas, esta versión tiene por objetivo el ser una versión estable.
En ella los pronombres son "mi" (yo), "vi" (nosotros), "tu"(tú, usted, vos), "yu"(ustedes, vosotros), "da"(él, ella, eso),"di"(ellos, ellas). Una caracteríslica especial utilizada en este idioma es la del pronombre "nosotros" que explícitamente incluye o excluye a la audiencia "yumi" (nosotros, tú y yo) y "dimi" (nosotros, yo y ellos). 

## Ortografía
Pandunia se escribe con el alfabeto latino, exceptuando las letras "q" y "w":
Las letras tienen los valores equivalentes al asignado por el IPA, salvo el dígrafo "ch" = /tʃ/, "j" = /dʒ/, "x" = /ʃ/, y la y = /j/.
Se incluye dígrafos adicionales para escribir nombres y palabras extranjeros.

## Fonología

### Vocales
Pandunia usa las cinco vocales "clasicas" del latín, que son las usadas por el suajili, japonés, Español e italiano entre otros.
|         | anterior | posterior |
| ------- | -------- | --------- |
| cerrado | i        | u         |
| medio   | e        | o         |
| abierto | a        | a         |

### Consonantes
|            | bilabial | bilabial | labio- dental | labio- dental | apico- alveolar | apico- alveolar | post- alveolar | post- alveolar | palatal | palatal | dorso- velar | dorso- velar | glottal | glottal |
| ---------- | -------- | -------- | ------------- | ------------- | --------------- | --------------- | -------------- | -------------- | ------- | ------- | ------------ | ------------ | ------- | ------- |
| implosiva  | p        | b        |               |               | t               | d               |                |                |         |         | k            | g            |         |         |
| nasal      |          | m        |               |               |                 | n               |                |                |         |         |              | ŋ            |         |         |
| tremulante |          |          |               |               |                 | r               |                |                |         |         |              |              |         |         |
| fricativa  |          |          | f             |               | s               | z               | ʃ              |                |         |         |              |              | h       |         |
| affricate  |          |          |               |               |                 |                 | tʃ             | dʒ             |         |         |              |              |         |         |
| lateral    |          |          |               |               |                 | l               |                |                |         |         |              |              |         |         |
| semivocal  |          | w        |               |               |                 |                 |                |                |         | j       |              |              |         |         |